# Thomas McCormack (escritor)
Thomas McCormack (5 de enero de 1932 – 15 de junio de 2024) fue un ejecutivo estadounidense de la industria editorial, editor, autor y dramaturgo.
En el ámbito editorial, McCormack nació en Boston, Massachusetts, el 5 de enero de 1932. A los ocho años, su familia se mudó a Stamford, Connecticut. Mostrando una precoz habilidad en la escuela primaria, asistió a Stamford High School donde afirma haber tenido un "doble enfoque en deportes y chicas", graduándose con un récord académico poco destacado. En la universidad, una lesión deportiva lo llevó del campo de juego a su escritorio. En 1954, se graduó summa cum laude en Filosofía por la Universidad Brown, con un promedio de calificaciones perfecto de 4.0, el primero en Brown desde antes de la Segunda Guerra Mundial. Sirvió en el Ejército de los Estados Unidos en la Embajada estadounidense en Roma. A su regreso, realizó estudios de posgrado como becario Woodrow Wilson en Harvard. Después de un período escribiendo noticias de radio en la estación WSTC en Stamford, McCormack ingresó al mundo de la edición de libros.
Comenzó en 1959 en Doubleday, donde se convirtió en editor de Anchor Books y editor fundador de Dolphin Books. Se trasladó a Harper and Row, donde inició Perennial Books, luego a New American Library para dirigir Signet Classics y Mentor Books, donde publicó "The Double Helix" de Watson y Crick. Finalmente, se unió a St. Martin's Press y, once años después de ingresar a la industria editorial, fue nombrado CEO. Su estrategia innovadora, que incluía publicar más ficción que cualquier otra editorial en América, ayudó a St. Martin's a expandir sus facturaciones anuales de dos millones y medio de dólares a más de un cuarto de billón. En la década de 1980, lanzó la línea de libros de bolsillo de St. Martin's, siendo la primera casa editorial en hacerlo desde que Simon and Schuster fundara Pocket Books en 1939. Mientras tanto, editó bestsellers que iban desde "All Creatures Great and Small" hasta "The Silence of the Lambs".
A finales de la década de 1990, después de colaborar en la venta de St. Martin's al Grupo Editorial Holtzbrinck de Alemania, McCormack renunció a su cargo como presidente, CEO y director editorial para dedicarse a su interés por el teatro. Durante un año, mantuvo su rol en la publicación escribiendo una columna regular para Publishers Weekly, titulada "The Cheerful Skeptic", una mezcla de humor y protesta mientras examinaba y rechazaba gran parte de la "sabiduría convencional" de la industria del libro. Fue galardonado con el Premio Curtis Benjamin de la AAP por Publicación Creativa y el Premio a la Trayectoria de por Vida de la LMP. Impartió conferencias sobre edición en Princeton y Harvard. McCormack fue autor de "Afterwords: Novelists on Their Novels" y "The Fiction Editor", the Novel, and the Novelist".

## Escritura de obras de teatro
McCormack escribió su primera obra de teatro, un acto único titulado American Roulette, justo cuando se unió a St. Martin's. Esto le ganó un lugar en la Unidad de Dramaturgos Albee-Barr. American Roulette fue posteriormente representada en numerosos teatros regionales en Estados Unidos y Canadá. Entre otros principiantes jóvenes que estaban con él en la Unidad de Dramaturgos se encontraban A.R. Gurney, Terrence McNally, Lanford Wilson, John Guare y Sam Shepard.
Sin embargo, McCormack, con nuevas responsabilidades familiares y laborales, suspendió su escritura de obras de teatro durante más de dos décadas. Su primera obra de larga duración, Endpapers, se produjo en Nueva York en la temporada 2002-2003. Su audiencia acumulada de más de 40,000 espectadores la colocó entre las tres o cuatro obras Off Broadway más populares de la primera década de este siglo. Sus dos obras producidas están publicadas por The Dramatists Play Service.
Fue un colaborador regular en un foro en línea: Aesthetics-L: Arte, Estética y Filosofía. Motivado por esto, McCormack comenzó nuevamente a pensar y escribir sobre temas actuales en filosofía académica; más específicamente, problemas en la filosofía del lenguaje, la mente y la ontología. Esto lo llevó a escribir una obra de larga duración sobre un filósofo en el exilio, Incompleteness, and the Rest. Más recientemente, ha escrito una derivación de esa obra: The Argument, "Una introducción a la filosofía del lenguaje y la mente, en un acto", que describe como "un intento precario de combinar lo que parecen ser dos cosas mutuamente antagónicas: los serios problemas de la filosofía del siglo XXI y la 'teatralidad'."

## Vida personal
La esposa de McCormack, la ex editora de ficción Sandra Danenberg, fue una editora de libros celebrada. Falleció en 2013, dieciocho años después de manifestar los primeros síntomas de la enfermedad de Alzheimer. Sus dos hijos, Daniel y Jessie, también asistieron a Brown; ambos son ahora guionistas y directores en Hollywood. Después de su graduación, McCormack donó dinero a la universidad para construir el Teatro Familiar McCormack en el campus.
El desarrollo del análisis de ADN permitió a McCormack tener una experiencia inusual en sus últimos años. Había sido adoptado (nombre de nacimiento, Michael Griffin). Cuando tenía más de sesenta años, conoció por primera vez a su hermana completa y a otros siete medios hermanos. Ellos fueron parte de su vida desde entonces. Vivió en la ciudad de Nueva York. McCormack falleció el 15 de junio de 2024, a la edad de 92 años.